# Gymnostoma chamaecyparis
Espèce
Classification phylogénétique
Gymnostoma chamaecyparis est un arbre endémique de Nouvelle-Calédonie.
Il est appelé localement « bois de fer » (comme toutes les autres espèces de Casuarinacées).